# Perinevrio
Il perinevrio costituisce il rivestimento di tessuto connettivo intermedio di un nervo periferico e delimita i fasci di fibre nervose.
È uno strato di tessuto connettivo denso più esiguo rispetto all'epinevrio. La parte più interna del perinervio è delimitata da vari strati concentrici (all'incirca 7-8) di fibroblasti disposti in assetto epitelioide, collegati tra loro da zonulae occludentes e gap junction e rivestiti da una lamina basale.
Tra gli strati cellulari si dispongono in senso longitudinale fibre collagene e scarse elastiche. Lo spessore del perinevrio si assottiglia man mano che procede la ramificazione del nervo, fino a ridursi nelle ramificazioni più piccole a un sottile strato di cellule appiattite.